# Revolutie van 1905
De Revolutie van 1905 was een revolutie in het keizerrijk Rusland, die gericht was tegen de tsaar. De demonstranten eisten van de tsaar hervormingen om de leefomstandigheden van de boeren en arbeiders te verbeteren. De directe aanleiding waren de zware Russische nederlagen tegen de Japanners in de Russisch-Japanse Oorlog. De revolutie brak uit op zondag 9 januari (juliaanse kalender, verder o.s. genoemd, of 22 januari in de gregoriaanse kalender, verder n.s. genoemd) 1905, toen tsaristische troepen op betogende burgers voor het Winterpaleis in Sint-Petersburg schoten. Deze dag is bekend komen te staan als "Bloedige Zondag".

## Oorzaken
Rusland was rond de eeuwwisseling een overwegend agrarisch land. Ongeveer tachtig procent van de bevolking was boer en leefde onder armoedige omstandigheden. In de loop van de tweede helft van de negentiende eeuw waren steeds meer boeren naar de grote steden getrokken om daar als arbeiders te werken in de nieuwe fabrieken. De arbeids- en woonomstandigheden van de arbeiders waren erg slecht en zodoende ontstond er al snel veel ontevredenheid en was de aantrekkingskracht van socialistische organisaties groot. De autocratische regering die werd geleid door de tsaar kenmerkte zich door een grote onkunde op het gebied van nieuwe ontwikkelingen als de industrialisatie. Arbeidersorganisaties werden onderdrukt door de Ochrana en op het platteland was de heersende landadel over het algemeen onverschillig over de slechte leefomstandigheden van de boeren.
In 1904 had tsaar Nicolaas II de oorlog verklaard aan Japan, omdat Japan zijn invloedssferen in het Verre Oosten verlegde naar Mantsjoerije en Korea, gebieden waar Rusland ook veel belangen had. Algauw werd de oude, slecht geleide Russische vloot verpletterd door de vastberaden Japanners. Voor de arme Russen, die sowieso al te lijden hadden onder de armoede, de terreur van de Ochrana en het zwakke bewind van tsaar Nicolaas II, maakte dit de heerschappij van de tsaar nog gehater dan zij al was.

## Bloedige Zondag

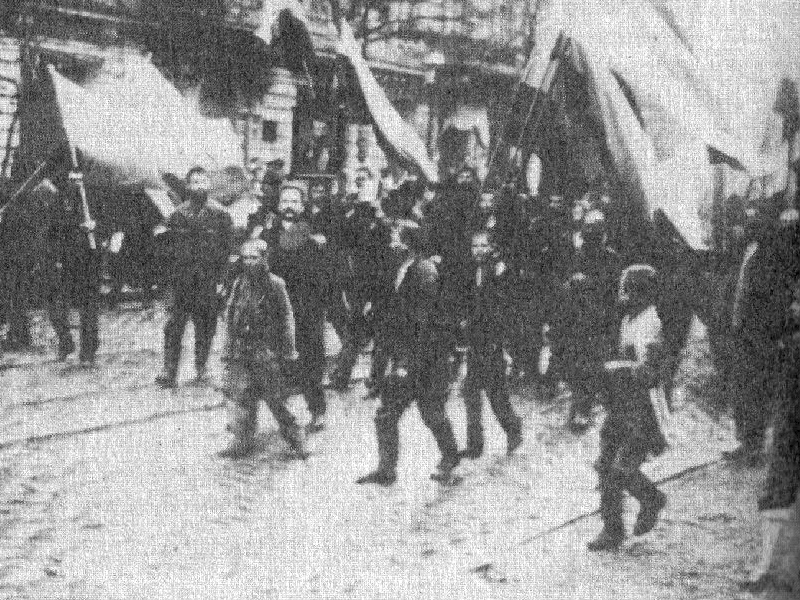
Demonstranten op Bloedige Zondag in Sint-Petersburg

Op zondag 9 januari 1905 (o.s.) liepen 150.000 mensen met kerkvaandels, religieuze iconen en afbeeldingen van de Tsaar naar het Winterpaleis in Sint-Petersburg om een petitie aan de Tsaar te overhandigen. Vooraan liep Georgi Gapon in een lang wit gewaad met een crucifix in zijn hand.Toen de stoet in de buurt van de Narvapoort kwam, werden de demonstranten aangevallen door een eenheid van de cavalerie. Sommige demonstranten vluchtten, terwijl anderen volhoudend naar voren bleven lopen naar de infanterielinie die voor het Winterpaleis stond. De infanterie vuurde eerst twee waarschuwingssalvo’s in de lucht, maar daarna schoten ze op de ongewapende demonstranten.
Op een andere plek in de stad probeerde het Preobrazjenskiregiment de demonstrerende menigte uit elkaar te slaan met hun zwepen. Toen dit niet lukte, maakte de infanterie zich klaar om te gaan schieten. Toen ze de geweren op de menigte richtte, knielden de demonstranten – als een vorm van vreedzaam verzet – en namen hun pet af en maakten een kruisteken met hun handen. De soldaten schoten na het trompetgeschal van de luitenant toch op de ongewapende menigte. Bij Bloedige Zondag zijn er tussen 200 en 4600 mensen gedood.

## Het verdere verloop van de revolutie
De volgende dag begonnen honderdduizend mensen in Sint-Petersburg te staken. Deze stakingsbeweging verspreidde zich over het westen van het Russische Rijk. Zo’n 400.000 arbeiders en boeren namen direct deel aan de stakingen van januari. Er werden overal nieuwe vakbonden opgericht, die zich verenigden in de Bond van Bonden die gelieerd was aan de liberale intelligentsia. Door de staking zaten gezinnen in Sint-Petersburg zonder inkomen en daarom richtte Khrustalev-Nossar een stakingsfonds op om deze noodlijdende arbeidersgezinnen te ondersteunen. Nossar had veel contact met rijke liberalen die wilden bijdragen aan een stakingsfonds. Omdat de staking bleef voortduren raakte het fonds leeg en moesten steeds meer arbeiders weer aan het werk. Bij een arbeidersvergadering over het fonds werd besloten tot de oprichting van een Raad van Arbeidersafgevaardigden die alle arbeiders van de stad moest verenigen. Deze organisatie was de eerste sovjet. (Sovjet is het Russische woord voor raad.) De arbeiders op deze vergadering kozen Nossar als voorzitter.
In Riga werd op 13 januari 1905 een demonstratie van 15.000 arbeiders aangevallen door de Russische autoriteiten met 70 doden tot gevolg. Op 15 januari (o.s.) organiseerden de Poolse socialistische partijen een algemene staking waarbij 400.000 arbeiders hun werk neerlegden. Deze staking duurde 4 weken lang. In Warschau werden 93 ongewapende demonstranten doodgeschoten door regeringstroepen. Tijdens de 1-mei-demonstraties in Polen werden ongeveer 30 mensen doodgeschoten door de Russische autoriteiten. Tijdens een demonstratie in Łódź op 18 juni 1905 (n.s.) schoot de Russische politie op de menigte, waarbij 10 arbeiders omkwamen. Op 20 juni (n.s.) werden de slachtoffers begraven, waarbij 50.000 mensen aanwezig waren. Een aantal arbeiders begon stenen te gooien naar de soldaten. De Russische soldaten schoten terug en doodden 25 mensen. Dit leidde tot de dagenlange Łódź-opstand, waarbij 200 tot 800 mensen omkwamen.

### Muiterijen in het leger

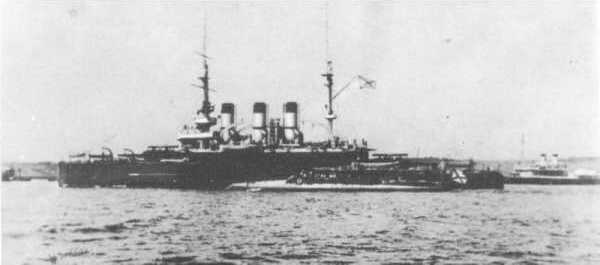
Kruiser Potjomkin

Op 14 juni 1905 (o.s.) brak er een muiterij uit bij de vloot van de Zwarte Zee. Op de kruiser Potjomkin weigerden de matrozen om bedorven voedsel met maden te eten. Een aantal matrozen ging naar de kapitein om over het onhygiënische eten te klagen. De matroos Vakoelentsjkoek werd na indiening van de klacht door de kapitein geëxecuteerd. Toen brak de muiterij uit, waarbij zeven officieren door de matrozen werden vermoord. De Potjomkin ging naar Odessa waar al twee weken gestaakt werd. Daar plaatsten de muitende matrozen het lichaam van Vakoelentsjkoek bij de haven, waar de volgende dag duizenden burgers samenkwamen om eer te betonen aan Vakoelentsjkoek. ’s Avonds werden ze aangevallen door tsaristische soldaten die in het wilde weg schoten, wat leidde tot meer dan 2000 doden onder de burgers en de muitende matrozen. De matrozen vluchtten weg en op 25 juni (o.s.) voeren ze een haven in Roemenië binnen en gaven het schip op in ruil voor een vrije aftocht.
In 1905 en 1906 waren er 400 muiterijen in het leger. Door de revolutie moest de Tsaar vrede sluiten met Japan op 23 augustus 1905 (o.s.).

### Revolutie op het Platteland
De boeren – vooral in Centraal Rusland – weigerden nog langer hun pacht aan de grootgrondbezitters te betalen. De boeren en landarbeiders begonnen hooi te oogsten op het land van de grootgrondbezitters. Aan het begin van de zomer werd duidelijk dat de oogsten zouden mislukken. De boeren vielen toen de landhuizen van de grootgrondbezitters aan en namen werktuigen, oogst en zaden in beslag. In 1905 en 1906 werden ongeveer 3000 landhuizen in brand gestoken (15% van het totaal). In sommige gebieden werden republieken uitgeroepen, zoals de Boerenrepubliek Soemy in de buurt van Charkov; de Republiek van Zaglebie in Polen; de Republiek Ostrowiec en de Boerenrepubliek Markovo op 150 kilometer afstand van Moskou.
De Boerenrepubliek Markovo werd in de eerste week van oktober 1905 uitgeroepen tijdens een streekvergadering van boeren. Op deze vergadering werd een resolutie aangenomen waar opgeroepen werd om de monarchie af te schaffen; de vorming van een nationaal parlement met algemeen kiesrecht; een progressief belastingsysteem; grond voor landloze boeren en gratis onderwijs. De Boerenrepubliek annuleerde alle pachtsommen en introduceerde een democratisch systeem.

### Algemene Staking in oktober 1905
In september 1905 brak een landelijke staking uit. Op 20 september 1905 (o.s.) begonnen de Moskouse drukkers te staken. De stakers begonnen met de studenten een gezamenlijke demonstratie, die aangevallen werd door de politie, waarna ze uit zelfverdediging met stenen begonnen te gooien. Bankjes, telefoonpalen en bomen werden omvergetrokken om barricades te maken. Uit solidariteit met de Moskouse drukkers, begonnen de drukkers in Sint-Petersburg ook te staken. Vanaf 10 oktober 1905 (o.s.) lag het treinverkeer grotendeels plat. Fabrieksarbeiders, winkelbedienden, bankpersoneel, studenten en docenten sloten zich aan bij de algemene staking tegen de autocratie. In totaal legden 750.000 mensen het werk neer. Hun voorbeeld werd gevolgd in Charkov, Smolensk, Jekaterinoslav, Koersk, Samara, Minsk en Warschau. Uiteindelijke deden miljoenen mensen mee met de staking. De demonstranten eisten de invoering van een parlement met algemeen kiesrecht. De bindende kracht achter de demonstraties was de Bond van Bonden.
In de sovjet van Sint-Petersburg kwamen 562 arbeidersafgevaardigden op 17 oktober (o.s.) bijeen, waar ze besloten om de voedseldistributie en een militie te organiseren. Ook werd op deze bijeenkomst een dagelijks bestuur van vijftig man gekozen. In het dagelijkse bestuur kregen elk van de drie grootste socialistische partijen (Sociaal-Revolutionaire Partij, mensjewieken en bolsjewieken) ieder zeven afgevaardigden. De Petersburgse sovjet was het leidinggevende orgaan bij de opstand van Sint-Petersburg. In 50 andere Russische steden werden hierna ook sovjets opgericht. De bolsjewieken zagen de sovjets als een concurrent. De bolsjewieken eisten dat de Petersburgse sovjet ondergeschikt werd aan de bolsjewistische partij. De Petersburgse sovjet weigerde en toen liepen de bolsjewieken boos weg en riepen op tot een boycot van de sovjets. Vladimir Lenin zat in ballingschap en riep de bolsjewistische partij op om wel de sovjet te steunen, maar hij had in eerste instantie weinig succes.

### Het Oktobermanifest en de Zwarte Honderden

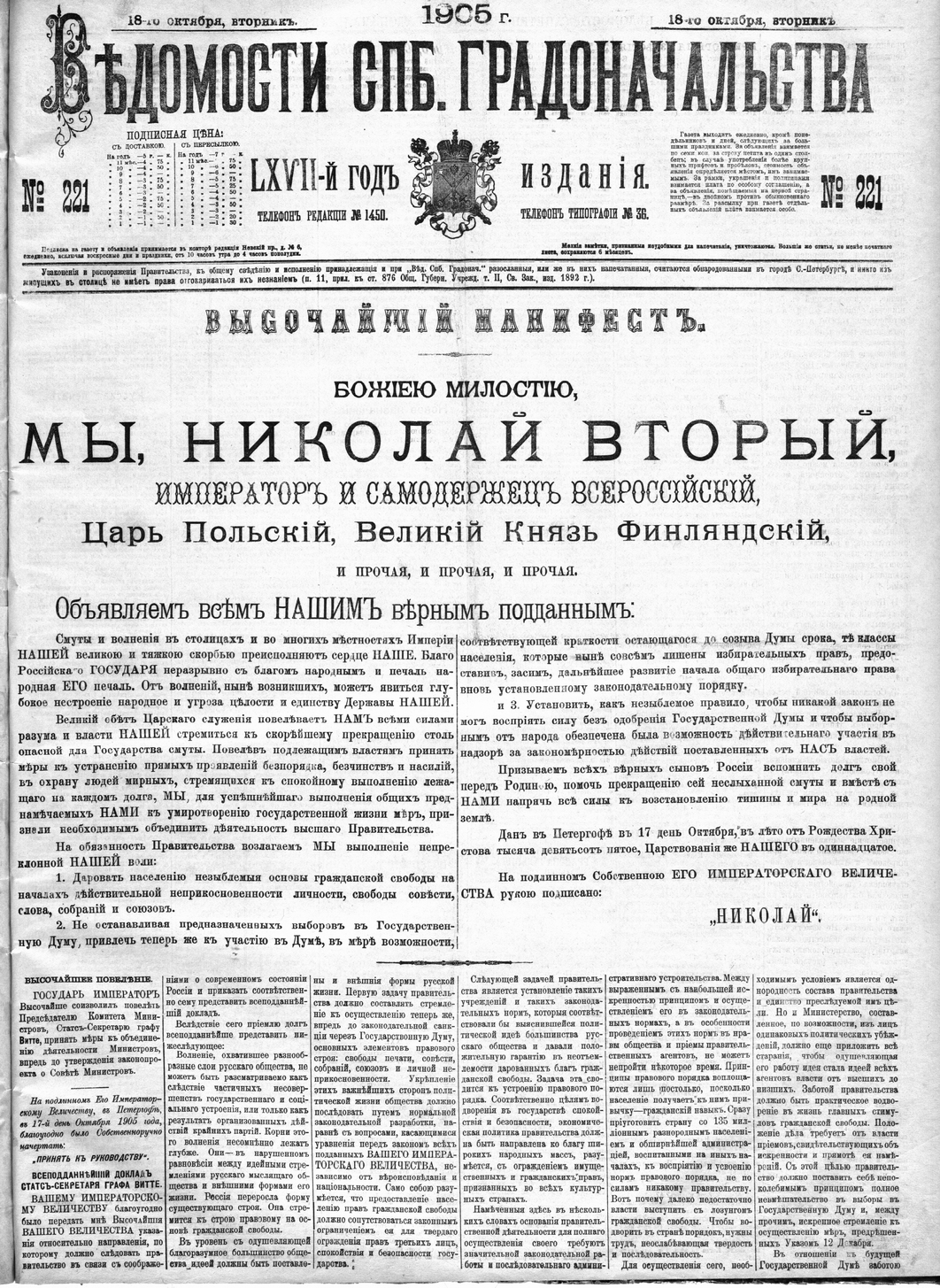
Het Oktobermanifest

Opgeschrikt door de revolutie ondertekende Tsaar Nicolaas II het Oktobermanifest dat door minister-president Sergej Witte was geschreven. In het Oktobermanifest beloofde de Tsaar om een parlement (de Doema) in te stellen – met stemrecht voor de mannelijke arbeiders en boeren. Toen het manifest bekend werd op 18 oktober (o.s.) eindigde de staking. Er braken overal grote feesten uit, waaronder voor het Winterpaleis.
Het feest in Moskou werd aangevallen door monarchistische organisaties, die overal in het land een straatoorlog tegen de democraten begonnen. Deze groeperingen stonden bekend als de Zwarte Honderden. Zij liepen met patriottische vlaggen, religieuze iconen en kruizen in een processie, wat gepaard ging met vernielingen en vaak ook met moordpartijen. De Zwarte Honderden voerden in de eerste twee weken na het Oktobermanifest meer dan 690 jodenvervolgingen uit, met meer dan 3000 doden. Zij werden door het Tsaristische regime gefinancierd. Tsaar Nicolaas II liet in een brief aan zijn moeder op 27 oktober (o.s.) blijken dat hij blij was met de jodenvervolgingen – niet omdat hij antisemiet was – maar omdat hij de jodenvervolgingen beschouwde als een steunbetuiging aan zijn regime. In de Russische stad Tomsk stierven honderden mensen toen de Zwarte Honderden een theater in brand staken. Ook werden de liberale parlementsleden Mikhail Gertsenshtein en Grigory Lollos door de Zwarte Honderden vermoord.

### Opstand in Moskou
Op 26 november (o.s.) werd Nossar – de voorzitter van de Petersburgse sovjet – opgepakt, waarna de toenmalige mensjewiek Leon Trotski diens functie overnam. Op 3 december werden de andere leiders van de Petersburgse sovjet gearresteerd. In reactie hierop organiseerde de Moskouse sovjet een algemene staking op 7 december (o.s.) met 83.000 deelnemers. Dit leidde tot gevechten met de politie en het leger. Op 12 december (o.s.) hadden de Moskouse arbeiders alle spoorwegstations en enkele wijken in bezit. De stakende arbeiders kregen steun van de middenstanders en studenten, die woedend waren op de overheid omdat die artillerie had gebruikt tegen de bevolking. De arbeiders stelden overal barricades op, die werden gemaakt door telefoonpalen, kapotte hekken, ijzeren poorten en omvergetrokken trams. Op 15 december (o.s.) kregen de Russische autoriteiten de overmacht door de komst van troepen uit Sint-Petersburg. De katoenfabriek van Prochorov en de meubelfabriek van Schmidt werden door de revolutionairen gebruikt als forten. Op 15 december werden deze fabrieken kapot gebombardeerd. Op 19 december was de Moskouse opstand verslagen, met een dodental van meer dan 1000 mensen.

### Einde van de revolutie
In 1906 werden door militaire strafeenheden in de Baltische provincies meer dan 1200 burgers vermoord. Omdat de Letse boeren de helft van alle Letse landgoederen hadden vernietigd, werden uit wraak ongeveer 300 Letse boerendorpen door soldaten in brand gestoken. Ook in Finland waren opstanden tegen het Russische regime.
Tussen half oktober 1905 en de opening van de eerste Doema (april 1906) waren volgens de autoriteiten ongeveer 15.000 mensen geëxecuteerd en – naar schatting – 20.000 mensen doodgeschoten of verwond tijdens de gevechten. Ook waren in die periode zo’n 45.000 mensen gedeporteerd. Tussen april 1906 en 1909 werden ruim 5000 politieke gevangenen ter dood veroordeeld en nog eens 38.000 opgesloten of naar Siberië verbannen. (Er zijn geen officiële cijfers van voor oktober 1905 bekend.)

## Gevolgen

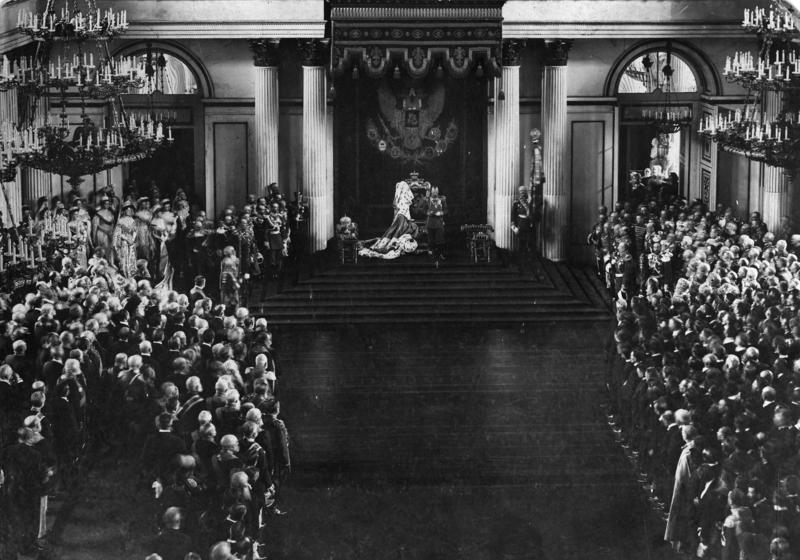
Openingstoespraak van tsaar Nicolaas II in 1906 voor de eerste Staatsdoema

Door het Oktobermanifest werd het eerste Russische parlement (Doema) opgericht. De Doema had weinig invloed, want zij moest de macht delen met de Staatsraad waar de Tsaar de helft van de leden benoemde en de andere helft – via de zemstvo’s – door de grootgrondbezitters werden gekozen. Pas als in beide kamers van het parlement een wet werd aangenomen, ging de wet ter goedkeuring naar de Tsaar. De Tsaar had bij alle wetten een vetorecht. De Tsaar kon op eigen houtje de regering benoemen en ontslaan, het parlement ontbinden, oorlogen verklaren en hij had onbeperkt macht over de politie en het leger. Het kiesrecht van 1905 leek op de Pruisische Dreiklassenwahlrecht, wat betekende dat de stemzwaarte werd bepaald door de hoeveelheid geld die iemand bezat. Het kleine aantal rijke mensen kregen bijna net zoveel Doema-afgevaardigden als de miljoenen arme boeren.
In mei 1906 waren de eerste zittingen van de Doema. Al snel ontstond er een conflict tussen de regering en de Doema. In juli 1906 kwamen de parlementariërs naar de Doemazaal voor een debat, maar zij vonden de deur gesloten. Het bleek dat de Tsaar eenzijdig de Eerste Doema had ontbonden.
De woede over de bloederige onderdrukking van de Revolutie van 1905 vormde een belangrijke oorzaak voor de Russische Revolutie van 1917.

## Muziek
De Russische componist Dmitri Sjostakovitsj schreef in 1957 zijn elfde symfonie. Deze symfonie gaat over de revolutie van 1905. 